# Materijal čeličnih vijaka
Materijal čeličnih vijaka se dijeli u razrede čvrstoće: 4.6, 4.8, 5.8, 8.8, 9.8, 10.9, i 12.9; te dvije dodatne klase: 8.8.3 i 10.9.3. Navedene čvrstoće vrijede za temperature do 350 °C. Iznad toga treba koristiti specijalne materijale. Oznaka razreda čvrstoće znači, za primjer oznake 6.8: 
- prvi broj x 100 = 6 x 100 = 600 N/mm2 = Rm (čvrstoća pri maksimalnoj sili)
- prvi broj x drugi broj x 10 = 6 x 8 x 10 = 480 N/mm2 = Re (granica elastičnosti)

Vijci razreda čvrstoće 6.8 i čvršći moraju oznaku razreda čvrstoće imati vidljivo otisnutu na glavi vijka.

## Materijal, izrada i kakvoća vijaka i matice
Materijal vijaka i matica je uglavnom žilav čelik s raznim svojstvima čvrstoće i rastezanja. Mehanička i druga svojstva koja vijci i matice moraju imati, ovisna su o materijalu od kojeg su izrađeni. Zbog toga su svojstva materijala vijaka i matica točno određena i propisana standardima. Najvažniji među tim materijalima jesu čelici, mjed (mesing) i aluminijske legure.
Prema standardima vijci i matice se izrađuju u 6 kvaliteta. Vijci i matice za posebne namjene, na primjer postojani na visokim temperaturama, prema kemijskim utjecajima, otporni prema dinamičkim naprezanjima na niskim temperaturama, moraju se izrađivati od čelika za to prikladnih svojstava. Svojstva materijala vijaka od mjedi i drugih metala određena su također propisima standarda za te materijale. Mjed prvenstveno Ms 58 i 63 (CuZn40Pb3 i CuZn37) dolazi zbog svoje dobre vodljivosti u obzir u elektrotehnici, za vijke i matice. Vijci od lakih metala (AlCuMg, AlMgSi i drugi) upotrebljavaju se za spajanje dijelova od lakih metala u visokogradnji ili za dijelove od drva i umjetnih masa. Zbog niske granice tečenja manje su podesni za dinamička i udarna naprezanja. Konstrukcije od lakih metala spajaju se u sve većoj mjeri visokoopterećenim vijcima od austenitnog kromnikal čelika. 
Uz osnovni materijal za upotrebu vijaka i matica često je mjerodavna i kakvoća njihove izrade, što je obuhvaćeno potrebnim tolerancijama i klasama hrapavosti površine. Kvaliteta vijaka i matica ovisi također i o postupku izrade. Iz prikaza te ovisnosti Wöhlerovim krivuljama vidi se, kako o tome zavisi njihovo svojstvo, to jest njihova mehanička čvrstoća, odnosno izdržljivost. 
Od vijaka i matica koji su uz mehanička opterećenja izloženi i djelovanju korozije (naročito u obalnim postrojenjima, na brodovima, u vlažnim prostorijama), a nisu napravljeni od antikorozivnih materijala, traži se da budu još i zaštićeni. Zaštita vijčanih spojeva od korozije izvodi se s pomoću površinskih filmova od kemijski otpornijih tvari (cinčanje). Ti filmovi mogu se stvarati nanašanjem ili difuzijom.  
U postupke zaštite od korozije spadaju elektrolitičke metode (galvanizacija cinkom, niklom, kromom), uronjavanjem (na primjer u talinu cinka - vruće cinčanje), fosfatiranje, nemetalni anorganski premaz i drugo. Difuzijski postupak primjenjuje se na primjer uspješno pri kromiranju vijaka. Kod svih takvih postupaka dobiju se vrlo tanki zaštitni površinski slojevi od 1 do 2 μm (kod vrućeg cinčanja do 100 μm). U posebnim slučajevima upotrebljavaju se vijčani spojevi od nerđajućih austenitskih čelika, kada su na primjer izloženi utjecaju agresivnih plinova ili kiselina.

## Mehanička svojstva
| Oznaka materijala čeličnih vijaka | Razred čvrstoće i vrsta materijala                                        | Nominalni promjer (mm) | Čvrstoća s faktorom sigurnosti (MPa) | Granica elastičnosti (minimalno) [MPa] | Čvrstoća pri maksimalnoj sili (minimalno) [MPa] | Tvrdoća [Rockwell] |
| --------------------------------- | ------------------------------------------------------------------------- | ---------------------- | ------------------------------------ | -------------------------------------- | ----------------------------------------------- | ------------------ |
|                                   | Razred 4.6 Nisko ili srednje ugljični čelik                               | 5–100                  | 225                                  | 240                                    | 400                                             | B67–95             |
|                                   | Razred 4.8 Nisko ili srednje ugljični čelik; djelomično ili potpuno žaren | 1.6–16                 | 310                                  | 340                                    | 420                                             | B71–95             |
|                                   | Razred 5.8 Nisko ili srednje ugljični čelik; hladna obrada                | 5–24                   | 380                                  | 420                                    | 520                                             | B82–95             |
|                                   | Razred 8.8 Srednje ugljični čelik; gašen i kaljen                         | ispod 16 (inča)        | 580                                  | 640                                    | 800                                             |                    |
| 17–72                             | Razred 8.8 Srednje ugljični čelik; gašen i kaljen                         | 600                    | 660                                  | 830                                    | C23–34                                          |                    |
| 17–72                             | Razred 8.8 nisko ugljični Nisko ugljični borov čelik; gašen i kaljen      | 600                    | 660                                  | 830                                    | C23–34                                          |                    |
| 17–72                             | Razred 8.8.3 Čelik otporan na atmosfersku koroziju; gašen i kaljen        | 600                    | 660                                  | 830                                    | C23–34                                          |                    |
|                                   | Razred 9.8 Srednje ugljični čelik; gašen i kaljen                         | 1,6–16                 | 650                                  | 720                                    | 900                                             | C27–36             |
|                                   | Razred 9.8 nisko ugljični Nisko ugljični borov čelik; gašen i kaljen      | 1,6–16                 | 650                                  | 720                                    | 900                                             | C27–36             |
|                                   | Razred 10.9 Legirani čelik; gašen i kaljen                                | 5–100                  | 830                                  | 940                                    | 1040                                            | C33–39             |
|                                   | Razred 10.9 nisko ugljični Nisko ugljični borov čelik; gašen i kaljen     | 5–100                  | 830                                  | 940                                    | 1040                                            | C33–39             |
|                                   | Razred 10.9.3 Čelik otporan na atmosfersku koroziju; gašen i kaljen       | 5–100                  | 830                                  | 940                                    | 1040                                            | C33–39             |
|                                   | Razred 12.9 Legirani čelik; gašen i kaljen                                | 1,6–100                | 970                                  | 1100                                   | 1220                                            | C38–44             |

## Izrada vijaka
Uz osnovni materijal za upotrebu vijaka često je mjerodavna i kvaliteta njihove izrade, što je obuhvaćeno potrebnim mjernim tolerancijama i tolerancijama hrapavosti površine.

## Površinska zaštita vijaka
Od vijaka koji su uz mehanička opterećenja izloženi i djelovanju korozije (naročito u obalnim postrojenjima, na brodovima, u vlažnim prostorijama), a nisu napravljeni od antikorozivnih materijala, traži se da budu još i zaštićeni. Zaštita vijčanih spojeva od korozije izvodi se s pomoću površinskih filmova od kemijski otpornijih materijala. Ti filmovi se mogu stvarati nanašenjem ili difuzijom. 
U postupke zaštite od korozije spadaju fosfatiranje, bruniranje i elektrolitičke metode (galvanizacija niklom, kromom, kadmijem, cinkom), uronjavanjem (npr. u talinu cinka) i drugo. Difuzijski postupak primjenjuje se uspješno pri kromiranju čeličnih vijaka. Kod svih takvih postupaka dobiju se vrlo tanki zaštitni površinski slojevi oko 1 do 2 μm.